# Christine Loike
Christine Loike (27 gennaio 1959) è un'ex sciatrice alpina austriaca, vincitrice della Coppa Europa nel 1978.

## Biografia
Specialista delle prove tecniche originaria di Wolfsberg, in Coppa Europa nella stagione 1977-1978 la Loike vinse sia la classifica generale, sia quella di slalom gigante; in Coppa del Mondo ottenne il primo piazzamento il 12 dicembre 1978 a Piancavallo in slalom gigante (8ª), i migliori risultati il 18 dicembre successivo a Val-d'Isère e il 7 gennaio 1979 a Les Gets nella medesima specialità (5ª) e l'ultimo piazzamento il 8 febbraio 1979 a Pfronten in slalom speciale (23ª). Non prese parte a rassegne olimpiche e non ottenne piazzamenti ai Campionati mondiali.

## Palmarès

### Coppa del Mondo
- Miglior piazzamento in classifica generale: 51ª nel 1979

### Coppa Europa
- Vincitrice della Coppa Europa nel 1978[1]
- Vincitrice della classifica di slalom gigante nel 1978[1]